# Rubió
Rubió es un municipio rural de la comarca de la Anoia, en la provincia de Barcelona, comunidad autónoma de Cataluña, España. Está situado al norte de la comarca y en el límite con la del Bages.

## Geografía

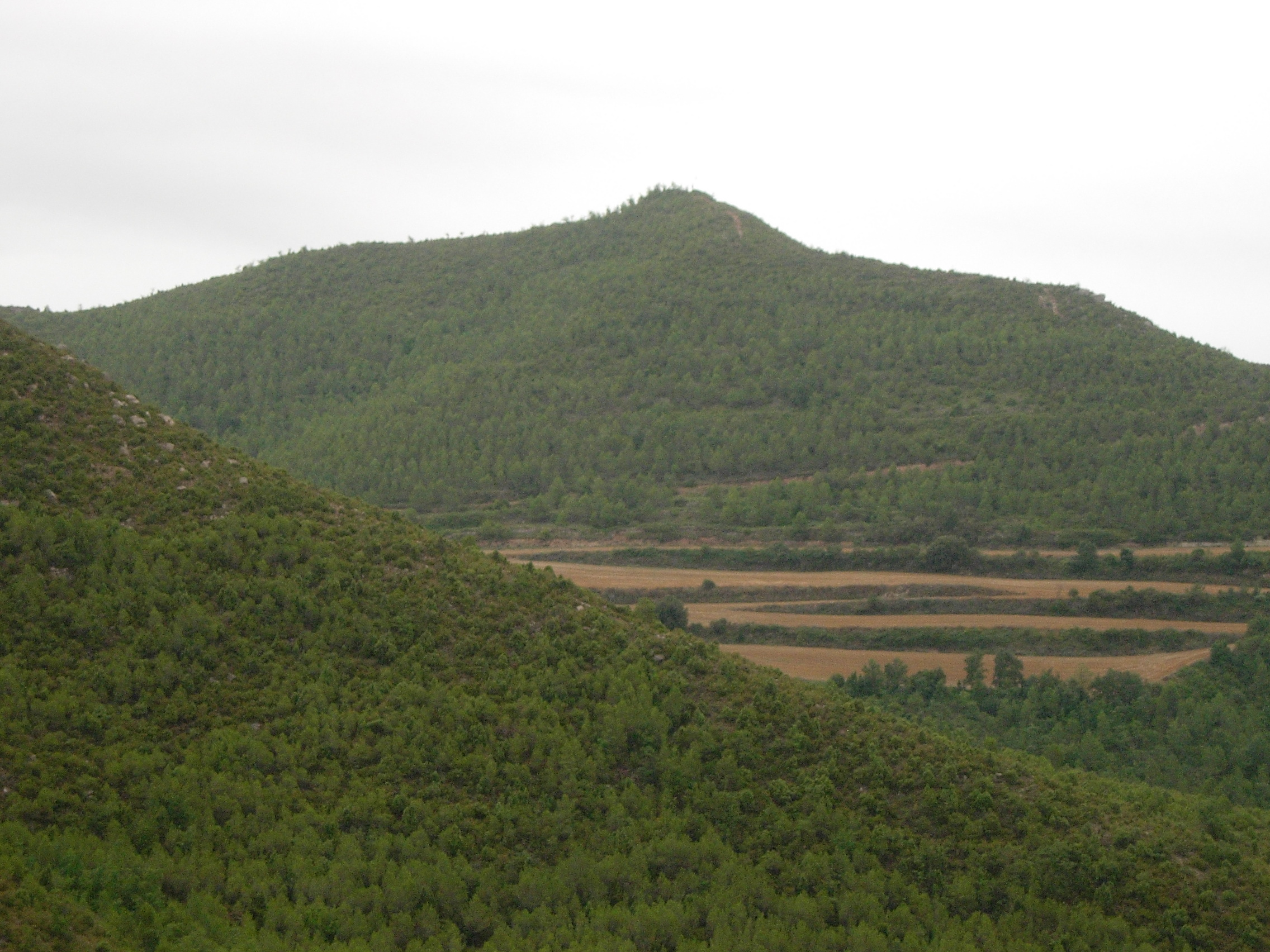
El cerro de Sant Miquel.

El terreno del término municipal es de roca caliza y se caracteriza por grandes desniveles de terreno debido a lo accidentado del terreno de la sierra de Rubió (835 m s. n. m.). La zona forestal del término ocupa unas 3000 ha, la vegetación mayoritaria actualmente del término son los pinares de pino blanco con roble y encina y la maleza de romero. En 1986 tuvo lugar un gran incendio que hizo desparecer toda la cubierta de bosques frondosos de pino blanco y encinares.
El término municipal forma parte de la frontera de Noya y delimita con la comarca del Bages, con los términos municipales de Aguilar de Segarra y Castellfullit del Boix.
El término municipal delimita con los siguientes términos municipales:
| Veciana | Prats del Rey | Aguilar de Segarra     |
| Copóns  |               | Castellfullit del Boix |
| Jorba   | Ódena         | Ódena                  |

### Climatología
El clima de Rubió, a diferencia de otros de la zona pre-litoral y debido a su altura, no tiene un clima mediterráneo típico, tiene un clima extremo con inviernos fríos y veranos calurosos.

## Comunicación
- Transporte privado. Se puede acceder al municipio por la carretera por tres formas diferentes:
  - Comarcal C-1412, desde la N-II, después de Jorba)
  - Carretera BV-1037 BV-1031, desde Igualada
  - Acceso desde la Autovía Barcelona-Lérida en dirección Prats del Rey.

- Transporte público:
  - Existe una línea regular de autobús de la compañía Hispano Igualadina, la línea Igualada-Calaf que llega hasta Copóns, después a se puede acceder a pie o en taxi.

## Historia
Dentro del término municipal se han descubierto vestigios de la ocupación humana desde el Eneolítico. Muestra de esta ocupación son los dos sepulcros megalíticos y la villa romana.
En la Alta Edad Media la Sierra de Rubió estaba repartida entre tres castillos delimitados:
- El de Rubió
- El de Ardesa
- El de Maçana

Durante el siglo XIV, el pueblo sufrió la peste y varias malas cosechas que hicieron que muchas tierras quedasen yermas y una gran parte de la población rural se desplazase a las ciudades y a las villas cercanas. 
A principios del siglo XIX, durante la guerra de la Independencia Española, la sierra de Rubió fue un punto estratégico para la resistencia igualadina. En 1841 los bandoleros Marimon y Casulleres que capitaneaban una gran partida de ladrones fueron atrapados por los mozos de escuadra y el somatén de Rubió. Allí les dieron muerte en el llamado «Pla de les Bruixes» (llano de las brujas), después de años de atemorizar los campesinos de las cercanías e incluso villas medianas como Jorba, Copóns, Tous, Santa Margarita de Montbuy y Miralles.

## Toponimia
Hay varias opiniones sobre el origen del nombre:
1. Rubió es un topónimo que deriva etimológicamente de la palabra latina rubeus (rojizo), probablemente haciendo alusión al color rojizo de la tierra y las rocas de la montaña donde se construyó el castillo de Rubió.[6]
2. Rubió deriva del antropónimo latino rufus que significa rubio, a través del nombre Rubione, poseedor de una finca o fundus en la zona durante la época romana.[5]

## Símbolos

### Escudo
El escudo de Rubió se define por el siguiente blasón:
«Escudo embaldosado: de púrpura, un castillo de gules abierto sobremontado de un montante de argén acompañado en la cabeza de una flor de lis de argén. Por timbre una corona mural de pueblo.»
Fue aprobado el 12 de febrero de 1996. El escudo lleva el castillo del pueblo (del siglo XI) y un montante y la flor de lis, atributos de la Virgen María, patrona de la localidad.

### Bandera
Rubió tiene oficializada una bandera que tiene la siguiente definición:
«Bandera apaisada de proporciones dos de alto por tres de ancho, dividida verticalmente por tres franjas del mismo tamaño, rosas la izquierda y la de la derecha y roja la del centro. En la franja del palo, un cuadrado imaginario de tamaño 1/2 en la parte superior con el montante y la flor de lis del escudo de color blanco.»

## Economía
La actividad económica principal del municipio es la agricultura de secano, especialmente el cereal, dedicando 344 ha de su extensión a ello. Con mucha menor medida, hay explotaciones de viñas, patatas y olivos. También hay actividad ganadera, en sector porcino y de lana, y avicultora. 

### Parque eólico de Rubió
- 41°39′02″N 1°36′07″E / 41.65056, 1.60194

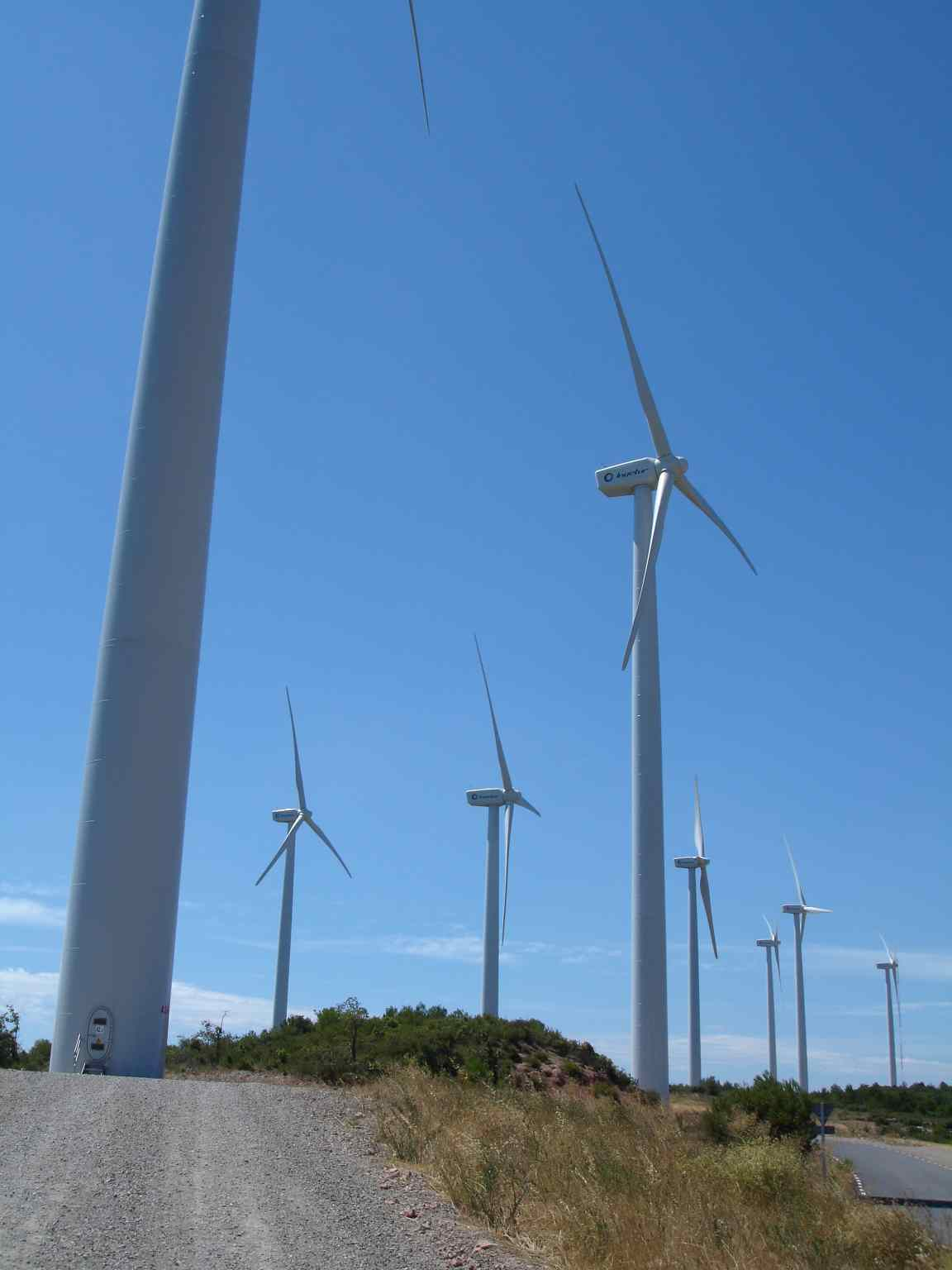
Molinos de viento del parque eólico de Rubió.

El parque eólico de Rubió está formado por un total de 33 aerogeneradores y es considerado el proyecto eólico más importante de Cataluña hasta el 2007. Estos aerogeneradores son capaces de producir energía para 30.000 hogares. La instalación del parque eólico se realizó durante el otoño de 2004, aunque entró en funcionamiento durante la primavera de 2005. El parque eólico está dentro de los términos municipales de Rubió y parte de los términos de Castellfullit del Boix (Bages) y Ódena (Noya). 
Se calcula que el parque evitará la emisión anual de 110.000 toneladas de CO2, efecto depurativo equivalente al de casi 6 millones de árboles en proceso de fotosíntesis. Sin embargo, para la construcción de este gran parque se tuvieron que destruir varias zonas de cultivos y la vida vegetal de una parte del término.

### Servicios
La falta de población suficiente no permite el mantenimiento de edificios de servicios, y la población se desplaza a Igualada para resolver las necesidades. Existe una antigua escuela en desuso desde hace años, y dos restaurantes.

## Geografía humana

### Demografía
Cuenta con una población de 237 habitantes (INE 2024).
| Gráfica de evolución demográfica de Rubió entre 1842 y 2021                                                           |
| |
| Población de derecho según los censos de población del INE. Población de hecho según los censos de población del INE. |

Rubió es un municipio rural caracterizado por tener una población muy diseminada en masías. El municipio tiene pequeños núcleos de población alrededor del castillo de Rubió, en el Pla de Rubió y en Sant Martí de Maçana, además de un gran número de masías dispersas alrededor del término. Es uno de los municipios más grandes de la subcomarca de la Alta Noya, y a su vez tiene la población más reducida de toda la zona. 

### Núcleos de población
Rubió está formado por tres núcleos o entidades de población. También incluye el actualmente desaparecido término de Sant Pere d'Ardesa.
Lista de población por entidades:
| Entidad de población | Habitantes (2005) | Habitantes (2006) |
| -------------------- | ----------------- | ----------------- |
| Pla de Rubió, El     | 56                | 57                |
| Rubió                | 44                | 52                |
| Masana               | 35                | 57                |
| Fuente: Municat      |                   |                   |

### Evolución demográfica
| 337                        | 432 | 344 | 119 | 161 |
| (Fuente: [cita requerida]) |     |     |     |     |

| Gráfico demográfico de Rubió entre 1717 y 2007             |
| ---------------------------------------------------------- |
|                                                            |
| 1717-1981: población de hecho; 1990-: población de derecho |
| Fuente: Municat                                            |
| Gráfica elaborada por: Wikipedia                           |

## Administración
| Periodo   | Nombre                      | Partido |
| --------- | --------------------------- | ------- |
| 2003-2007 | Francesc Miquel Archela Gil | CiU     |
| 2007-2011 | Francesc Miquel Archela Gil | CiU     |
| 2015-2019 | Francesc Miquel Archela Gil | CiU     |

Según información de la revista Rubió al día, con datos extraídos del libro de actos del Ayuntamiento, aparecen como alcaldes anteriores a las elecciones democráticas de 1979 la siguiente lista:
| Fecha de asignación   | Alcalde               | Ideología   |
| --------------------- | --------------------- | ----------- |
| 3 de enero de 1924    | José Mas Tomás        | Republicano |
| 30 de octubre de 1925 | Isidro Pujol Gumà     | ?           |
| 26 de febrero de 1930 | Pablo Vives Casanovas | Nacional    |
| 1 de febrero de 1934  | Ramón Mensa Farrés    | Nacional    |
| 29 de agosto de 1936  | Joan Estruch Mas      | Republicano |
| 28 de octubre de 1936 | Isidre Font Solé      | Neutro      |
| 26 de marzo de 1938   | Isidre Font Solé      | Neutro      |

### Elecciones municipales 2007
| Candidatura | Candidatura                                                  | Votos | %Votos | Concejal |
| ----------- | ------------------------------------------------------------ | ----- | ------ | -------- |
|             | Convergència i Unió (CIU)                                    | 41    | 41,84  | 3        |
|             | Esquerra Republicana de Catalunya - Acord Municipal (ERC-AM) | 22    | 22,45  | 2        |
|             | Iniciativa per Rubió - Progrés Municipal (IR-PM)             | 20    | 20,41  | -        |
|             | GIR                                                          | 15    | 15,31  | -        |
|             | voto en blanco                                               | 2     | 2,41   | -        |

| Nombre | Nombre                         | Partido político |
| ------ | ------------------------------ | ---------------- |
|        | Francesc Miquel Archela Gil    | CiU              |
|        | Joaquín Julian Tomàs           | CiU              |
|        | Xavier Puiggros Estruch        | CiU              |
|        | Maria Teresa Esquius Fernández | ERC-AM           |
|        | Isabel Albiñana Gordon         | ERC-AM           |

### Elecciones municipales 2003
| Candidatura | Candidatura                      | Votos | %Votos | Concejal |
| ----------- | -------------------------------- | ----- | ------ | -------- |
|             | Convergència i Unió (CIU)        | 63    | 77,78  | 5        |
|             | Partido Popular (PP)             | 2     | 2,47   | 0        |
|             | IMR - Progrés Municipal (IMR-PM) | 20    | 24,69  | 0        |

### Elecciones municipales 1999
| Candidatura | Candidatura               | Votos | %Votos | Concejal |
| ----------- | ------------------------- | ----- | ------ | -------- |
|             | Convergència i Unió (CIU) | 55    | 75,34  | 5        |
|             | Partido Popular (PP)      | 3     | 4,11   | 0        |

### Evolución de la deuda viva
El concepto de deuda viva contempla solo las deudas con cajas y bancos relativas a créditos financieros, valores de renta fija y préstamos o créditos transferidos a terceros, excluyéndose, por tanto, la deuda comercial.
Entre los años 2008 a 2014 este ayuntamiento no ha tenido deuda viva.

## Lugares de interés

### Castillo de Rubió
- 41°38′42″N 1°34′12.9″E / 41.64500, 1.570250

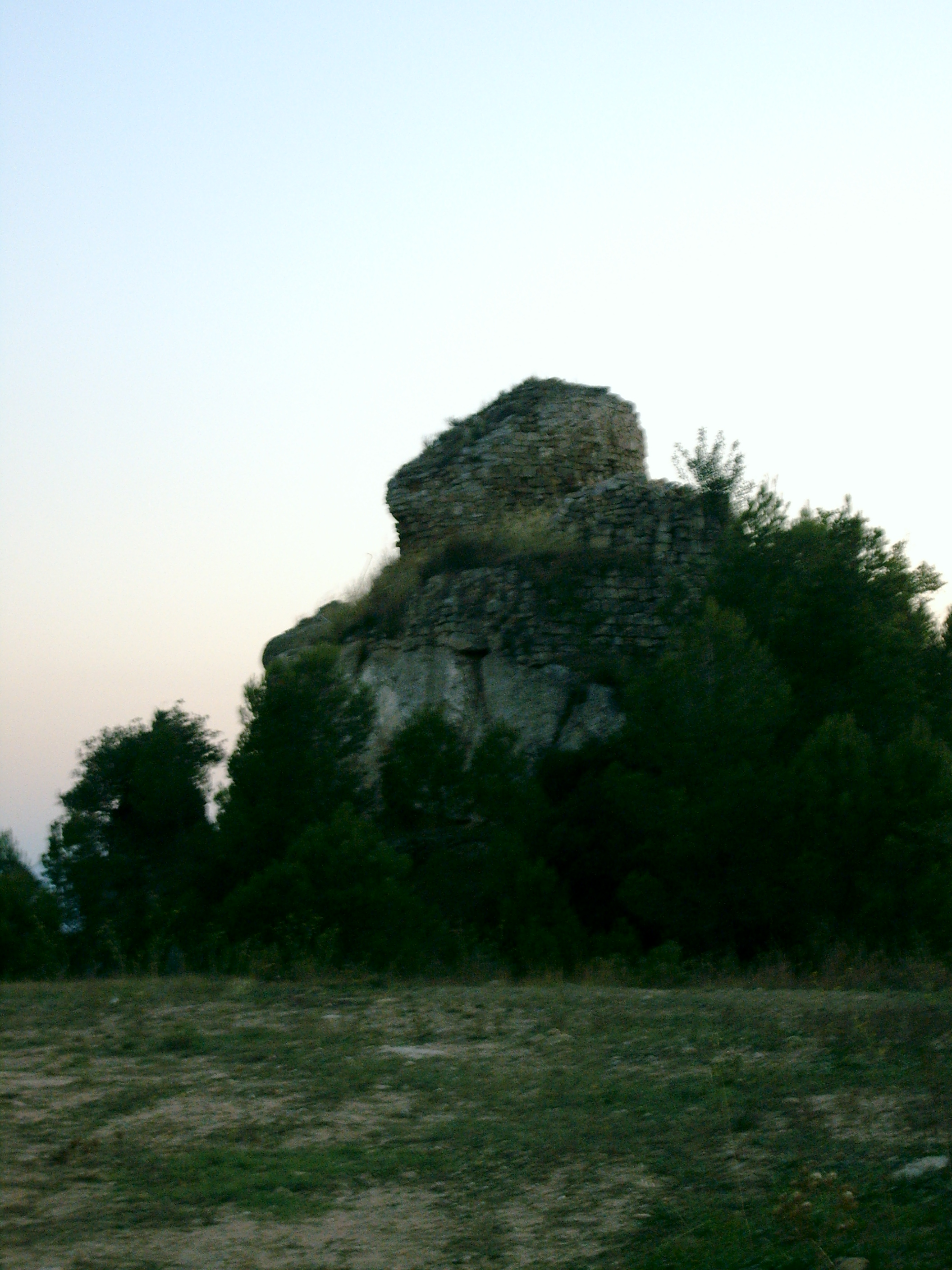
Restos de una torre del castillo de Rubió.

Nació como un castillo delimitado, erigido a finales del siglo X. El primer documento en el que aparició el castillo data del 1069 aunque el origen es bastante anterior. En el siglo XII la familia de los Rubió eran los propietarios, que dieron lugar a un linaje que se extendió por diferentes lugares de Cataluña.
Durante el siglo XIV el Castillo de Rubió pasó a manos de la familia Castellolí y en el año 1380 la familia de los Boixadors compró los derechos jurisdiccionales al rey Pedro IV, manteniéndolo entre sus posesiones hasta el siglo XVIII.
La estructura del castillo medieval está actualmente bastante destruida aunque se mantiene la parte inferior de la torre circular, construida con sillares hacia el siglo XI, así como los restos de unos muros perimetrales de buena factura, estos probablemente son frutos de una ampliación realizada entre los siglos XII-XVIII. Alrededor del castillo se formó un núcleo de población, actualmente bastante reducido.

### Iglesia de Sant Pere d'Ardesa
- 41°38′4.7″N 1°34′51.4″E / 41.634639, 1.580944

La iglesia de Sant Pere está situado en el antiguo término del Castillo de Ardesa, bajando por la cara sudoeste del cerro de Sant Miquel. Fue construido con anterioridad al año 1082 y ejerció las funciones de parroquia entre el siglo XI y el siglo XII. La iglesia es de estilo románico y dispone de una pequeña nave con ábside semicircular en la cabecera. Actualmente está en un estado completo de semi-ruina.

### Iglesia de Santa María de Rubió
- 41°38′39.6″N 1°34′11.6″E / 41.644333, 1.569889

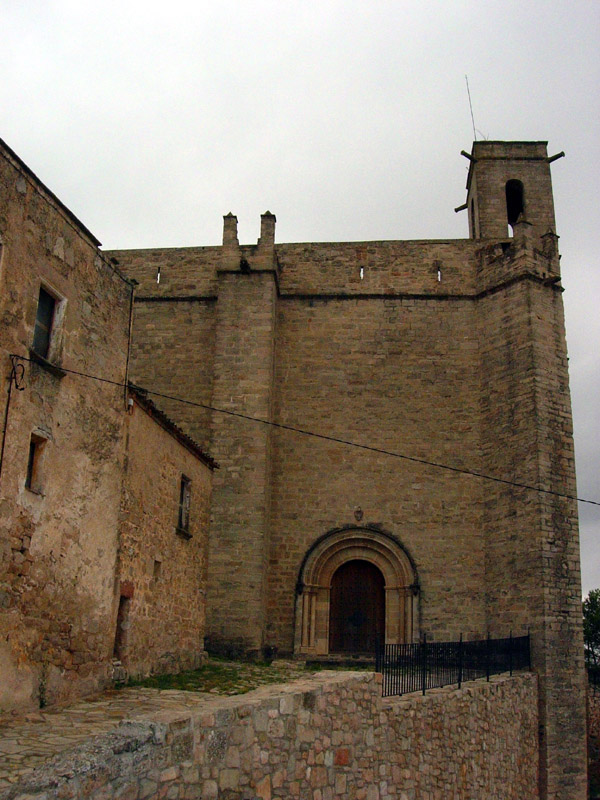
Iglesia de Santa María de Rubió.

La iglesia de Santa María de Rubió está situada en el núcleo urbano de Rubió. La iglesia ha ejercido las funciones parroquiales desde el sus orígenes en el siglo XI hasta la actualidad.
El edificio actual fue construido entre 1275 y 1300, substituyendo una iglesia anterior que se menciona en documentos medievales desde el 1082. La construcción fue a petición de los señores de Castellolí, quizá enterrados en la zona del presbiterio.
La iglesia de Santa María de Rubió es un templo de estilo gótico. La planta rectangular tiene una única nave cubierta con doble bóveda de crucería, y presenta en los vértices dos claves de bóveda esculpidas con un Agnus Dei y un pequeño Pantocrátor. Los arcos arrancan de ménsulas esculpidas: San Joaquín y Santa Ana al presbiterio, escudos heráldicos de los Castellolí en el arco total central y el águila de San Juan con un escudo, en la zona del corazón. La nave central tiene a banda y banda sendas capillas laterales de bóveda ojival y cubierta de crucería.
Situadas en el ángulo nordeste hay la sacristía y una capilla, también de estilo gótico. El resto de capillas fueron abiertas entre los contrafuertes en los siglos XVI y XVII, coincidiendo con la construcción del tercer piso, el campanario y el corazón. A lo largo de los siglos XVI y XVIII, y en el siglo XX, la iglesia sufrió diversas restauraciones. La última fue llevada a término entre 1985 y 1989.

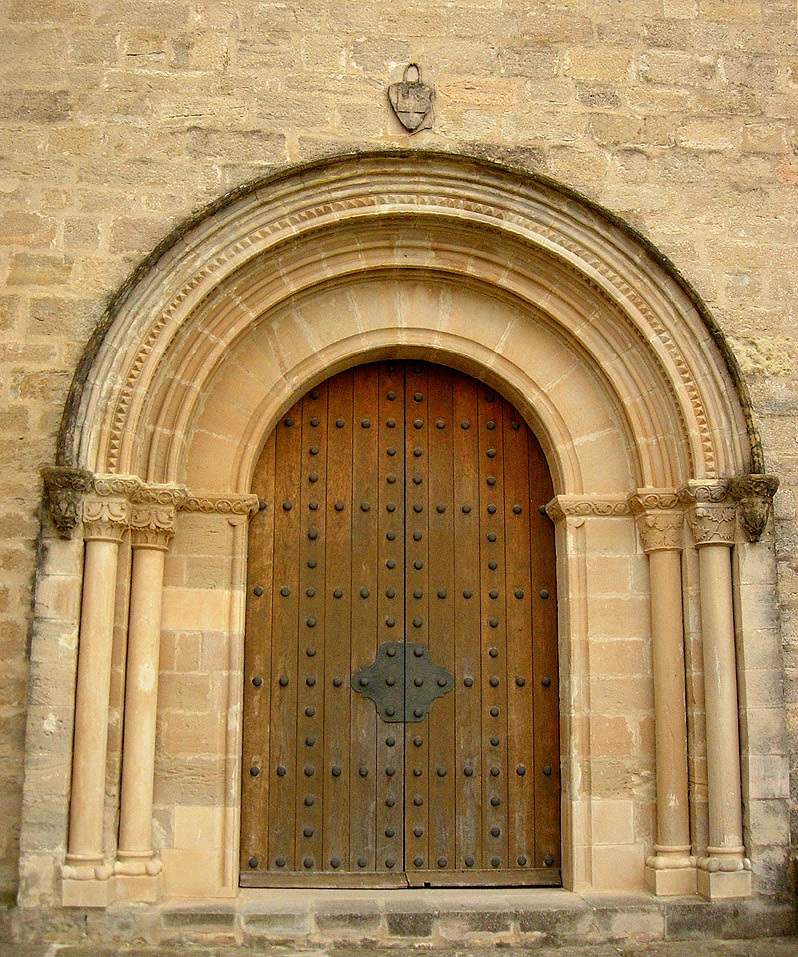
Portalada de la iglesia de Santa María de Rubió.

En el muro norte de la iglesia está la puerta principal de tradición románica. Construida a finales del siglo XIII]; se compone de arquivoltas de medio punto que arrancan de columnas apareadas con capiteles esculpidos con motivos vegetales y zoomórficos. Por sus características estilísticas, la obra se vincula a la escuela de Lérida. La portalada fue restaurada el año 1989.
En el muro sur se conserva un reducido portal secundario, con forma de arco de medio punto adovelado.

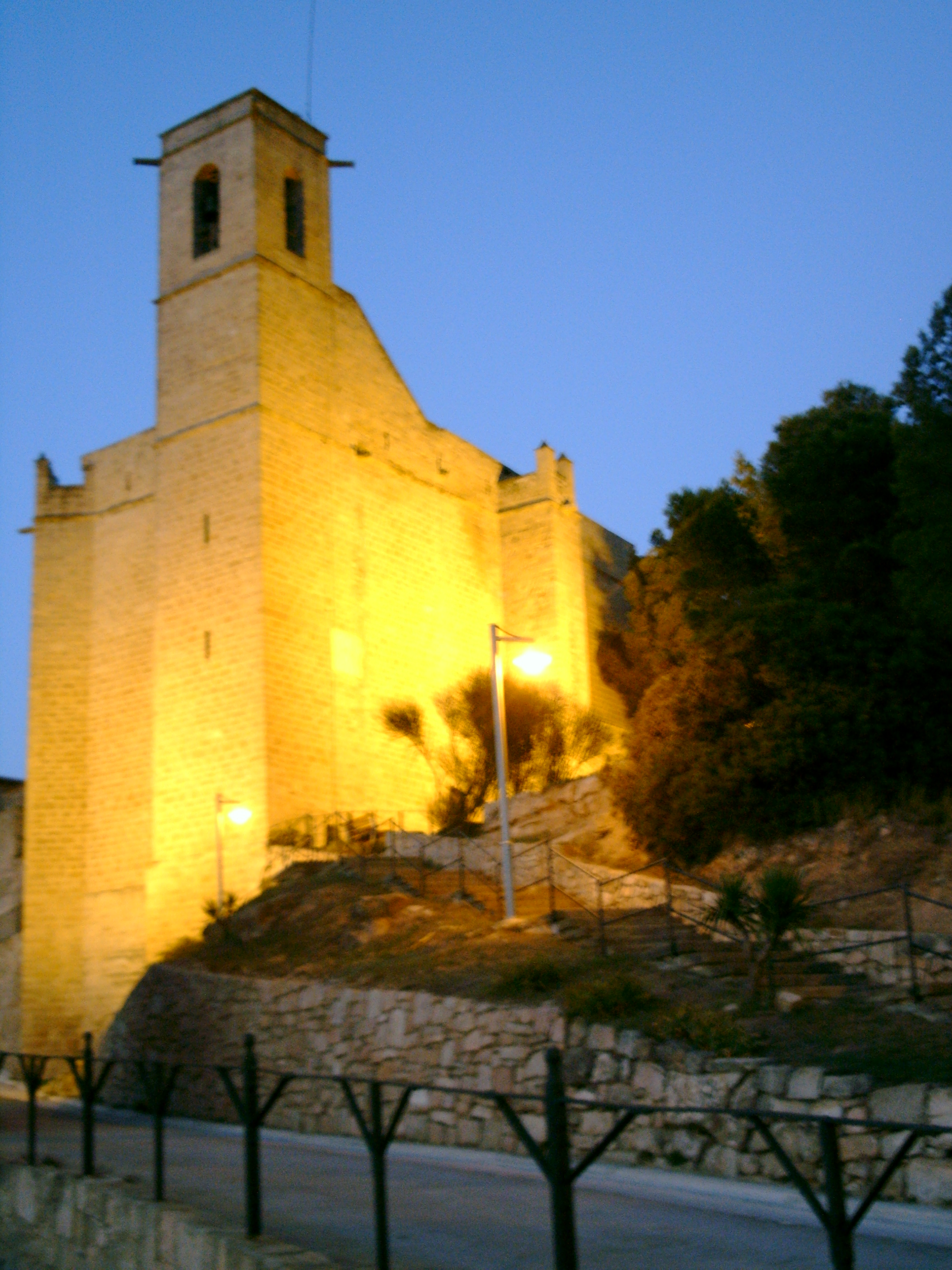
Iglesia de Santa María de Rubió de noche.

En los años 1985-86 se realizaron unas excavaciones que pusieron al descubierto bajo el pavimento de la nave de la iglesia, dos campos de silos, utilizados para almacenar cereales y que ya debían ser utilizados con anterioridad a la edificación del templo.
Dentro de la iglesia aún se conserva el retablo que presenta características italogóticas y constituyen una de las piezas pictóricas más importantes del gótico catalán.
Los estudiosos de la obra atribuyen la obra al llamado «maestro de Rubió», discípulo de Ramón Destorrents, y por tanto sitúan su factura más lejos del año 1380, bajo la propiedad de los Boixadors.
La obra está pintada al temple sobre madera. Consta de tres cuerpos verticales subdivididos en tres pisos en los laterales y dos al lado central. Entre el cuerpo central y los laterales y entre estos y el guardapulso hay cuatro muntantes, rematados por pináculos. El banco original, del inferior del retablo se conserva en el Museo Episcopal de Vic.
El retablo está dedicado a las alegrías de la Virgen María y contiene siete escenas de alegrías y siete escenas de dolor.
La iglesia abre todos los domingos a las 11:30 para celebrar la liturgia.

### Iglesia de Sant Macari
- 41°37′33.44″N 1°33′2.42″E / 41.6259556, 1.5506722

Se trata de una pequeña iglesia situada en el llano de Rubió. Es una edificación religiosa de una pequeña nave, originalmente de estilo románico, aunque en la actualidad está muy transformada. Tuvo una restauración en el año 1954. La iglesia tuvo la advocación de San Tiberio. Actualmente en esta pequeña iglesia no se oficia misa habitualmente desde hace años, aunque una vez al año, durante la Fiesta Mayor del Pla de Rubió, se oficia misa.

### Iglesia de Sant Martí de Maçana
- 41°40′57.6″N 1°36′20.6″E / 41.682667, 1.605722

La iglesia de Sant Martí está situada en el pequeño núcleo de población de Sant Martí de Maçana. Fue construida durante el siglo X y el siglo XI y ha sido sometida a varias reformas. Por este motivo, del edifici original románic tan solo resta un fragmento de paret. La planta es de cruz latina y cubierta con vuelta apuntada. El campanario es de sección cuadrangular adosado en la iglesia. El campanario fue reconstruido a causa de un rayo.
Esta iglesia estaba dedicada durante el siglo XVI a San Acisclo, aunque actualmente está dedicado a San Martín.

### Dolmen dels Tres Reis
- 41°41′5.6″N 1°34′47.6″E / 41.684889, 1.579889

Traducido al castellano: dolmen de los Tres Reyes. El sepulcro megalítico está situado en la Sierra de Rubió. Este dolmen fue excavado en el año 1964 por un equipo vinculado al Museo Arqueológico de Barcelona, encabezado por R. Batista Noguera. Las excavaciones constataron que fue utilizado como monumento funerario alrededor del 1200 a. C. 
El dolmen está formado por una cámara sepulcral construida con grandes losas de piedra local. La cámara tiene una forma cuadrada, formada por cinco losas, una en la cabecera, otra en el lado izquierdo, dos en el derecho y una de cierre, más pequeña. Originariamente debía tener una gran losa de cubierta que no se conserva en la actualidad. 
Cuando se realizó la excavación, el sepulcro ya había sido saqueado pero el saqueo ya venía de antiguo. Por la razón de haber sido saqueado no se pudo concretar el número exacto de individuos enterrados. Casi con seguridad se sabe que la estructura de entierro era múltiple.

### Sepulcro Megalítico de les Maioles
- 41°39′59.8″N 1°35′39.6″E / 41.666611, 1.594333

El sepulcro megalítico de les Maioles se encuentra en el inicio de la cordillera de Rubió. Este dolmen es de la tipología llamada «pequeña galería catalana» o «sepulcro de corredor ancho». El espacio de la cámara, situado en el fondo del conjunto, restaba precedido por un corredor a través del cual se introducían los entierros finalmente depositados en el fondo de la cámara. Toda la estructura megalítica estaba envuelta por un túmulo de tierra delimitada por piedras. Este sepulcro fue utilizado durante los primeros siglos del segundo milenio a. C..
El descubrimiento y su respectiva excavación comenzó en 1996, y este sepulcro no había sido espoliada y se mantenía intacta, así que se encontraron restos humanos de doce individuos adultos, dos jóvenes y un niño de corta edad enterrados. Con los cuerpos se encontraron objetos de uso personal, objetos de ornamento o relacionados con actividades productivas y domésticas. Aún se conserva un fragmento posiblemente de la losa de la cubierta con unas incisiones, unos grabados en piedra, unos petroglifos que permiten identificar claramente unos círculos concéntricos.

### Mas de Pedrafita
- 41°40′21.8″N 1°35′5.5″E / 41.672722, 1.584861

Se trata de una masía situada en la carretera de las Malloles, en la banda izquierda, si se va en dirección Prats del Rey. Recibe el nombre de «Mas de Pedrafita» (pedra significa piedra y fita significa hito) a causa de estar enclavada en un punto de partición de términos municipales. Esta masía fue construida entre los siglos XVI-XVII, como transformación del antiguo hospital, que existía ya en el año 1295. En la cara de poniente, tiene adosada la capilla de Santa Anna, del siglo XV y que fue reformada en el siglo XVII.

### Casa Berenguer (La torre del Castillo)
- 41°38′49.2″N 1°34′22.2″E / 41.647000, 1.572833

La Torre del Castillo es una casa que sigue el modelo de la masía catalana pero intercalando elementos de estilo modernista creada por el arquitecto de Reus Francesc Berenguer, colaborador y mano derecha de Antoni Gaudí. La torre fue iniciada en el año 1908 y fue finalizada por su hijo, aunque en los planos originales también aparecía una torre que no llegó a ser construido y que hubiera permitido una vista panorámica de todo el término. Por esta razón se puede afirmar que es una obra incompleta de la idea original del arquitecto. La casa está situada en la cumbre de la carena, al nordeste del castillo.

## Fiestas
Durante el año el pueblo de Rubió celebra diferentes festividades en los diferentes núcleos de población:
- El primer y el segundo día del año se celebra la Fiesta Mayor del Pla de Rubió.
- El 25 de abril, San Marcos, se celebra la Fiesta Mayor de Primavera de Sant Martí de Maçana.
- La cuarta semana después de la Pascua, el día de la ascensión, se celebra la Fiesta Mayor de Rubió, la cual dura los dos días del fin de semana y es conocida por la bendición y por la repartición del Panet.
- El fin de semana después del 11 de noviembre hay la celebración de la Fiesta Mayor de Sant Martí de Maçana.